# Chrysopa domingensis
Chrysopa domingensis is een insect uit de familie van de gaasvliegen (Chrysopidae), die tot de orde netvleugeligen (Neuroptera) behoort. 
Chrysopa domingensis is voor het eerst wetenschappelijk beschreven door Banks in 1941.